# Podicipedidae
Los podicipédidos (Podicipedidae) son un clado de aves acuáticas que se encuentran en todos los continentes, y conocidas vulgarmente como somormujos, macaes, zampullines o zambullidores. El nombre del orden proviene del L. podex, genit. podicis, ano, trasero. Gr. pous, podos, un pie; podion, un pie pequeño.
Son aves acuáticas que a menudo se zambullen en busca de alimento o como conducta evasiva, de ahí su nombre común de alguno de sus miembros de zambullidor. Son muy buenos buceadores, bastantes gregarios, vuelan poco, necesitan largas carreras para levantar vuelo, cuando caminan (raramente) en tierra, andan erguidos. Construyen nidos flotantes, ponen varios huevos generalmente blancuzcos, que luego toman color. Son superficialmente parecidos a los patos. Presentan plumaje compacto satinado que suele ser muy vistoso. Tienen picos cónicos, cola rudimentaria, patas con cuatro dedos lobulados. No hay dimorfismo sexual entre machos y hembras, aunque suelen tener plumajes dimórficos estacionalmente, dependiendo si se encuentran en la estación reproductiva o no.
Las especies de Norteamérica y Eurasia son migratorias en sus territorios, con áreas de distribución para invernar y áreas de distribución reproductivas separadas. Las especies de Sudamérica, suelen ser migratorias pero no en todos los casos.

## Características

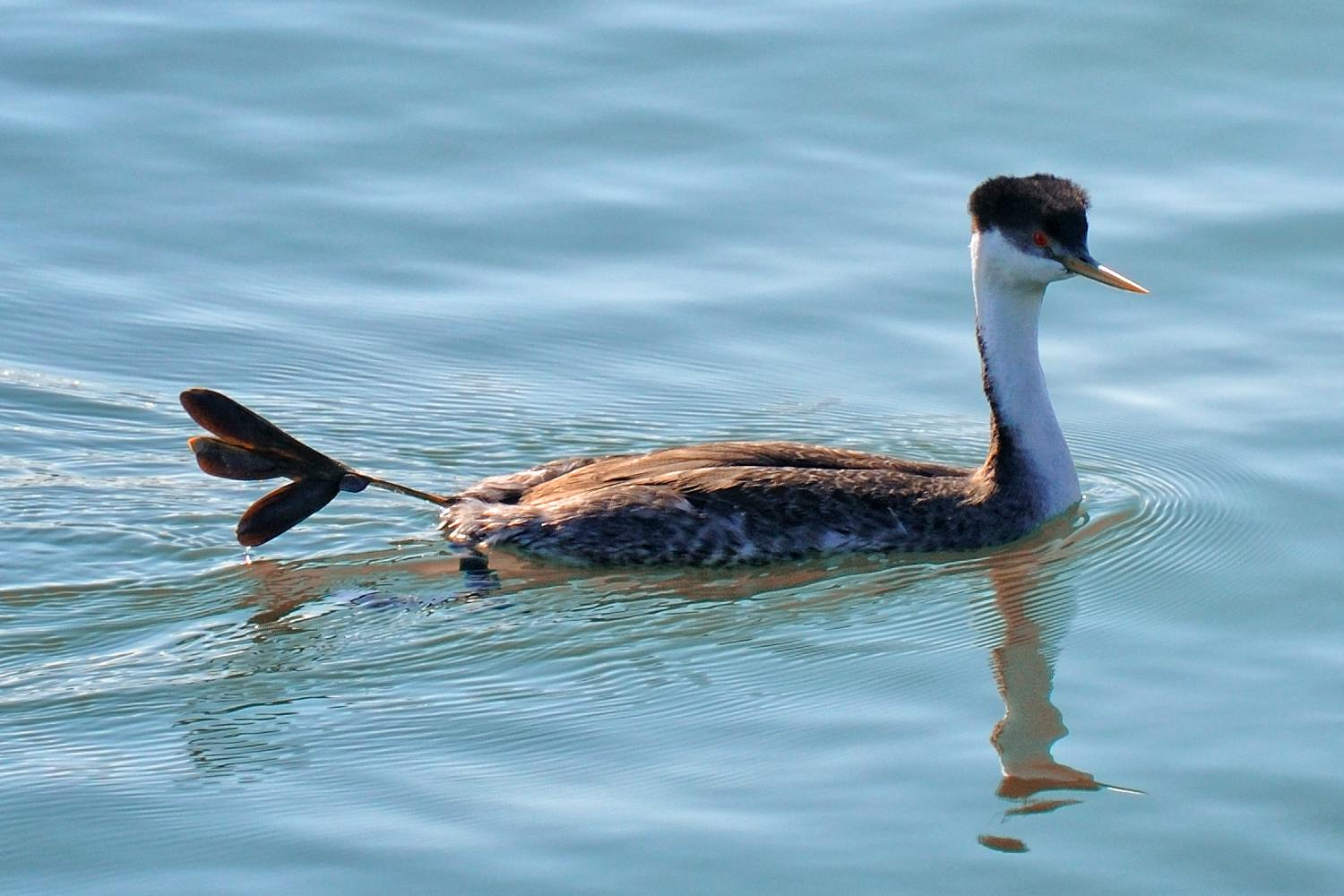
Achichilique occidental (Aechmophorus occidentalis) - claramente visible la pata, que da nombre a la familia y al orden, y la base de la pata, que se encuentra muy atrás.

Los somormujos son una familia de aves acuáticas que bucean. Aunque a veces los profanos los confunden con los patos, no se parecen en nada a ellos. Aparte de la diferente forma externa, también se encuentran mucho más abajo en el agua; esto se debe a la escasa neumatización del esqueleto, lo que significa que los huesos de los somormujos no están huecos y llenos de aire en la misma medida que en muchas otras aves.
Las poderosas patas están colocadas muy atrás en el cuerpo. Proporcionan propulsión para nadar y bucear y sirven de timón. Los dedos no están conectados con las patas palmeadas como en muchas otras aves acuáticas, sino que llevan amplias aletas palmeadas. Cuando se tira de la pata hacia delante en el agua, éstos se pliegan de manera que apenas hay resistencia. Cuando se tira hacia atrás, se abren y empujan el cuerpo hacia delante contra el agua. Tres dedos apuntan hacia adelante, otro apunta hacia atrás (anisodactilia).
Para zambullirse, las aves dan un potente salto hacia delante, a veces emergiendo del agua con todo el cuerpo antes de sumergirse con la cabeza y el cuello por delante. Este salto permite a las aves sumergirse en un ángulo más pronunciado y alcanzar mayores profundidades. Durante la inmersión, las alas permanecen unidas, por lo que no se utilizan para la propulsión como en los pingüinos, por ejemplo. Por regla general, una inmersión dura entre 5 y 40 segundos, y las especies más pequeñas permanecen bajo el agua una media de tiempo menor que las más grandes. Normalmente, un zampullín es capaz de permanecer bajo el agua durante aproximadamente un minuto, mientras que se ha medido un máximo de tres minutos para el zampullín cuellirojo. La profundidad de inmersión suele ser de 1 a 4 m; sin embargo, se ha encontrado un somormujo lavanco atrapado en una red de pesca a 30 m de profundidad. Los zambullidores pueden recorrer largas distancias bajo el agua en dirección horizontal.

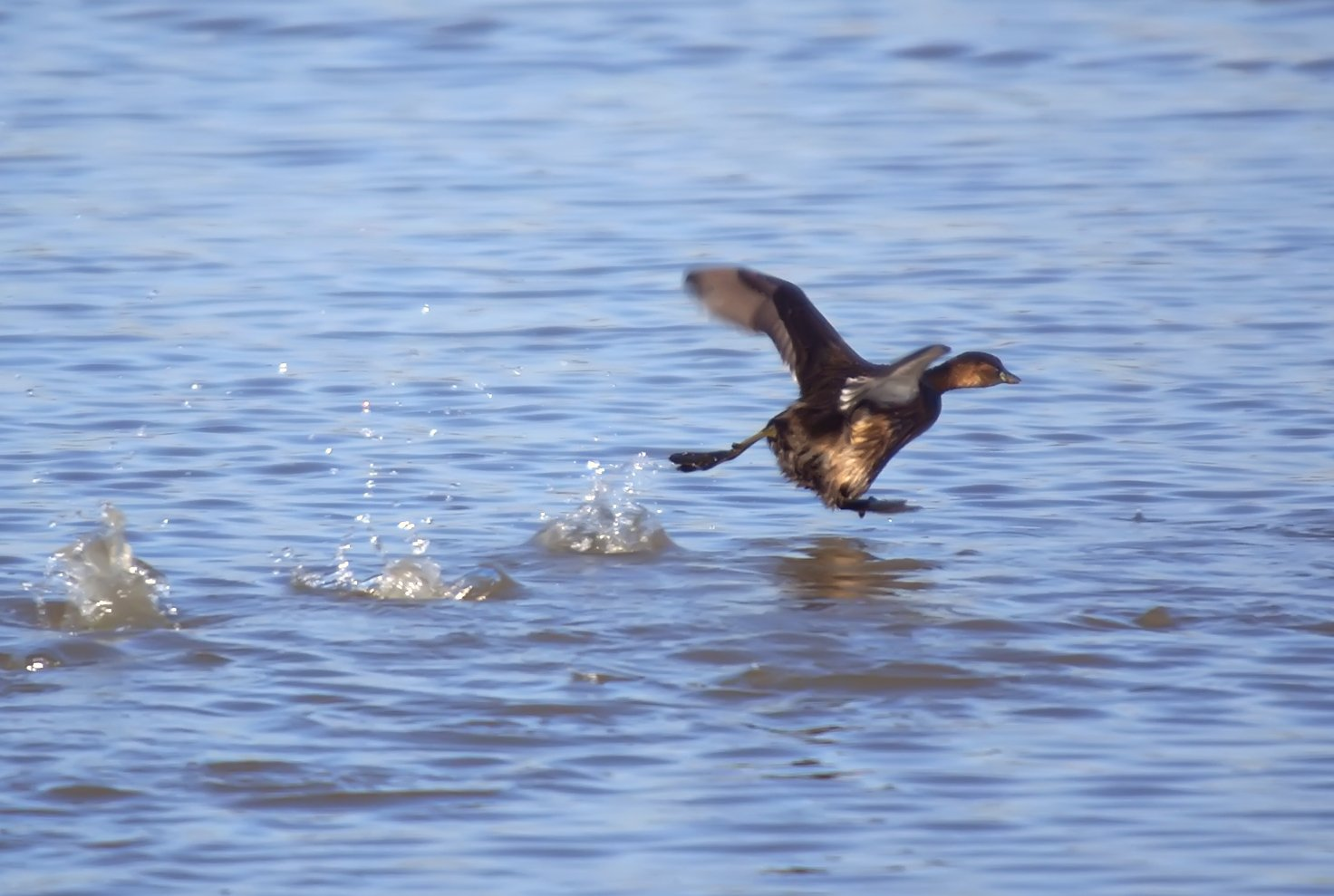
Zampullín (Tachybaptus ruficollis) volando.

Mientras que las patas, que se adhieren muy atrás, son una excelente adaptación a la vida en el agua, son en gran medida inútiles para la locomoción en tierra. Por regla general, los somormujos sólo salen del agua para descansar o en el nido. A los somormujos también les resulta relativamente difícil remontar el vuelo: para elevar su cuerpo relativamente pesado en el aire, un somormujo recorre una larga distancia con las alas batiendo sobre la superficie del agua antes de despegar. Por lo tanto, es más probable que los somormujos eviten las situaciones de peligro buceando que volando hacia arriba.
Sin embargo, una vez en el aire, los somormujos pueden volar largas distancias y algunas especies son aves migratorias. Tres especies no vuelan: el somormujo del Titicaca, el somormujo de Atitlán y el zambullidor de Junín. Estas tres especies no están estrechamente relacionadas entre sí y cada una de ellas tiene especies hermanas que no vuelan.
El plumaje, suave y denso, repele el agua. Cada zampullín tiene más de 20.000 plumas. A lo largo del año, la mayoría de las especies experimentan cambios llamativos en el plumaje. El plumaje de cría suele caracterizarse por los colores brillantes en el cuello y la cabeza, así como por los capuchones, crestas o mechones de orejas llamativos. En cambio, en el plumaje liso predominan los colores grises y marrones. No existe un dimorfismo sexual conspicuo; los machos tienen a veces colores ligeramente más brillantes y son de media un poco más grandes que las hembras, pero estas diferencias no suelen ser suficientes para distinguir los sexos en la ornitología de campo.
La longitud del cuerpo y el peso de los somormujos varían entre 24 centímetros y 80 centímetros y entre 130 gramos y 1700 gramos, respectivamente. Hay dos tipos básicos: Los zampullines de cuello largo y pico puntiagudo se alimentan principalmente de peces, mientras que las especies insectívoras tienen el cuello y el pico mucho más cortos. El (extinto) zampullín de Atitlán ocupaba una posición especial, su pico estaba especializado para comer crustáceos.

## Llamadas
Las vocalizaciones de los zampullines varían considerablemente según el tipo. Algunas especies tienen hasta doce llamadas diferentes, otras son en gran parte silenciosas. Los diversos silbidos, trinos y chirridos se utilizan principalmente en gestos de cortejo, peligro y agresión.
Particularmente característica de muchas especies es la reputación expulsada antes del cortejo, con la que los conespecíficos del sexo opuesto deben llamar la atención. En el caso del buceador de carreras, incluso hay diferencias individuales en esta llamada de cortejo. Cada pájaro tiene su propia melodía de llamada aquí.

## Distribución y hábitat
Los somormujos se distribuyen en todos los continentes excepto en la Antártida. Viven en regiones tropicales, templadas y subpolares. Sólo el zampullín cuellirojo vive también al norte del círculo polar ártico, el zampullín blanquillo y el macá común también viven en el subantártico. Las regiones del Alto Ártico, sin embargo, no han sido desarrolladas por los somormujos, a diferencia de los colimbos. Su área de distribución mundial también incluye islas remotas como Madagascar o Nueva Zelanda.
Todas las especies se reproducen en aguas interiores, especialmente en lagos poco profundos con fondos arenosos y sin corriente. Con menor frecuencia, se encuentran en ríos de corriente lenta. Dos especies, el macá grande y el achichilique occidental, rara vez se reproducen en bahías de mar tranquilo. Especialmente en Sudamérica, algunas especies están especializadas en los lagos alpinos de los Andes; se reproducen a altitudes de hasta 4000 m. El somormujo lavanco es la única especie que se ha convertido en un seguidor de la cultura en algunos lugares; en Europa Central también ha colonizado los parques urbanos.
Sólo fuera de la época de cría algunas especies descansan en el mar. Mientras que el zampullín blanquillo también puede verse a unos kilómetros de la costa en mar abierto, las demás especies, si tienen algún contacto con el mar, permanecen cerca de la costa.
Especialmente las especies de las regiones tropicales y subtropicales son en su mayoría aves sedentarias, que sólo migran a los lagos vecinos. Las especies templadas son migrantes parciales o verdaderas aves migratorias; fuera de la época de cría suelen encontrarse en grandes bandos, por ejemplo, en otoño unos 20.000 individuos del somormujo lavanco en el IJsselmeer o 750.000 zampullines cuellinegros en el lago Mono en California.

## Modo de vida

### Actividad

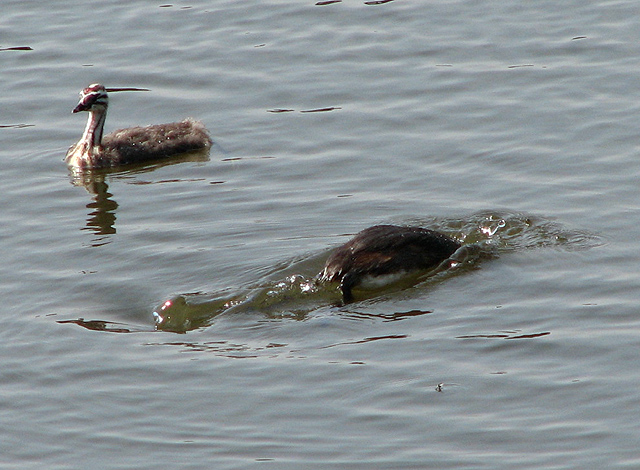
Somormujo lavanco (Podiceps cristatus) mientras el adulto, visible en la parte delantera y apenas "volando en el agua", se sumergía varias veces en busca de presas, el juvenil esperaba en la parte trasera para ser alimentado.

Los somormujos son principalmente diurnos, pero pueden seguir siendo activos en las noches de luna llena. La mayoría de las especies son solitarias y viven en parejas durante la época de cría; algunas se vuelven más gregarias en las zonas de invernada.
Siete especies se desvían de esto y anidan en colonias: el zampullín cuellinegro, el zampullín canoso, el macá tobiano, el zampullín blanquillo, el zampullín de Puna, el achichilique occidental y el aechichilique de Clark.

### Dieta
Como se describe en la sección Características, hay dos tipos básicos de somormujos que se especializan en la caza de peces o insectos acuáticos. Entre los primeros se encuentran el somormujo lavanco y el zampullín occidental, y entre los segundos el zampullín chico y el zampullín cuellinegro. La especialización, sin embargo, sólo significa que los peces o los insectos constituyen la parte principal de la dieta de las respectivas especies. Las especies grandes también comen insectos como acompañamiento, e incluso los somormujos cazadores de insectos capturan ocasionalmente algún pez pequeño.
Las especies más grandes pueden tragar peces con una longitud máxima de 20 cm y una altura de hasta 7,5 cm. Entre los insectos acuáticos que comen los somormujos más pequeños se encuentran las larvas de libélulas, efímeras y plecópteros, chinches acuáticas y escarabajos buceadores. Además, el espectro de presas también incluye caracoles de agua, crustáceos, renacuajos y ranas anfibias adultas.
En los estómagos de los somormujos se encuentran a menudo restos de plantas acuáticas, que suelen comerse accidentalmente. Las piedras pequeñas y medianas también se tragan como gastrolitos para ayudar a romper los alimentos. Los somormujos también se tragan sus propias plumas, es decir, pequeñas plumas del pecho o del vientre. Se descomponen en el estómago hasta formar una masa verdosa, parecida al fieltro, que se regurgita regularmente junto con los restos de comida no digerible en forma de gránulos. El beneficio de este peculiar comportamiento es probablemente que la masa de plumas protege la pared del estómago de las heridas causadas por las afiladas espinas de los peces.

### Crianza

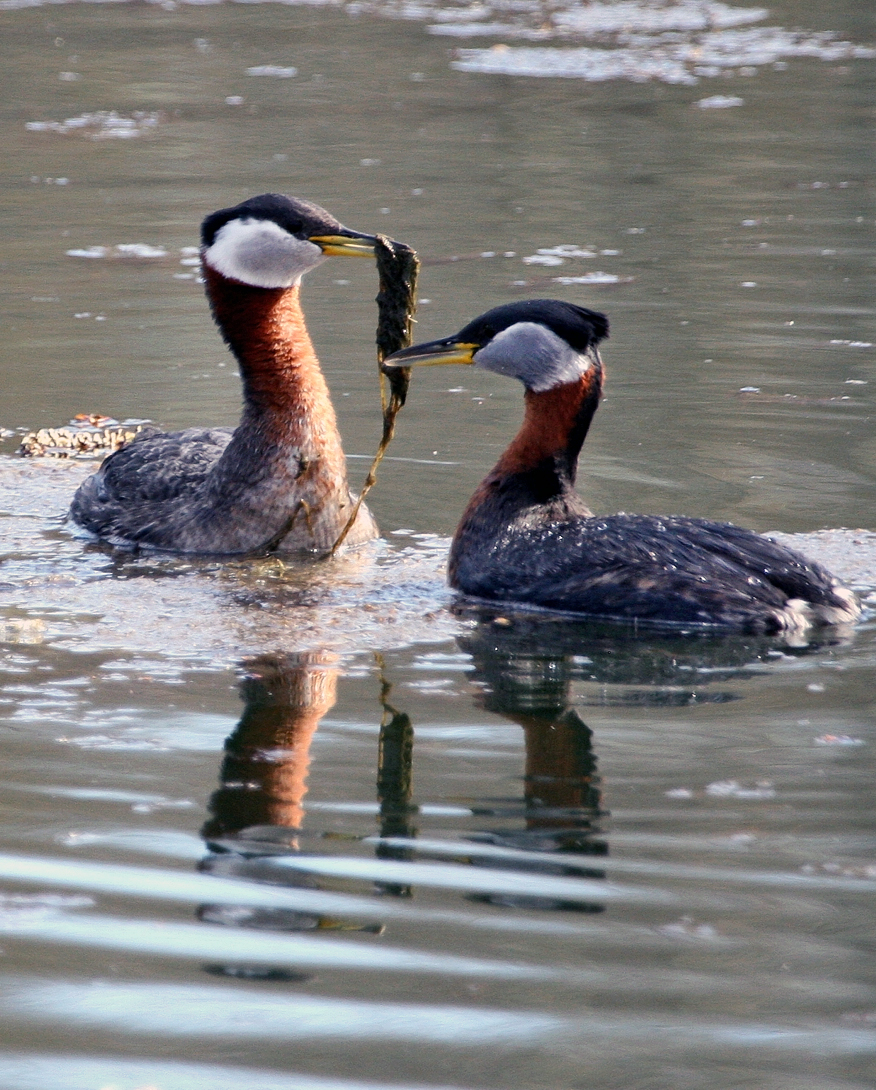
"Presentando material", una de las poses del comportamiento de formación de parejas en el zampullín cuellirrojo (Podiceps grisegena).

#### Cortejo y apareamiento
Todos los somormujos forman parejas monógamas. Para formar parejas, se produce un ritual de cortejo, más o menos complejo según la especie. Especialmente para la filogenética, el estudio comparativo de los rituales de cortejo es interesante. Las especies pequeñas, como el zampullín chico y el zampullín de pico alto, pero también el gran zampullín de Magallanes, tienen un preludio de apareamiento muy limitado. Por el contrario, se encuentran rituales muy complejos en la mayoría de las especies del género Podiceps, así como en el buceador de garganta roja. En este caso, la ceremonia de cortejo se caracteriza por los movimientos sincronizados y danzantes de la pareja, que en el somormujo lavanco, por ejemplo, terminan con la ofrenda mutua de plantas acuáticas. Las parejas del zampullín "corren" de forma sincronizada sobre el agua con el cuello estirado en forma de S antes de sumergirse juntas.
El apareamiento tiene lugar en tierra. Después, comienza una fase en la que las parejas se vuelven territoriales y defienden los alrededores del futuro nido contra los intrusos de su propia especie, pero también contra otras especies como los patos. El comportamiento agresivo se debilita en las siete especies que se reproducen en colonias. A veces se reproducen no sólo con congéneres, sino que también se relacionan con otras especies de aves; ejemplos de ello en Europa son la gaviota reidora y el charrán patinegro. En estas colonias mixtas, las gaviotas y los charranes avisan con antelación de los enemigos que se acercan.

#### Nidificación y cría

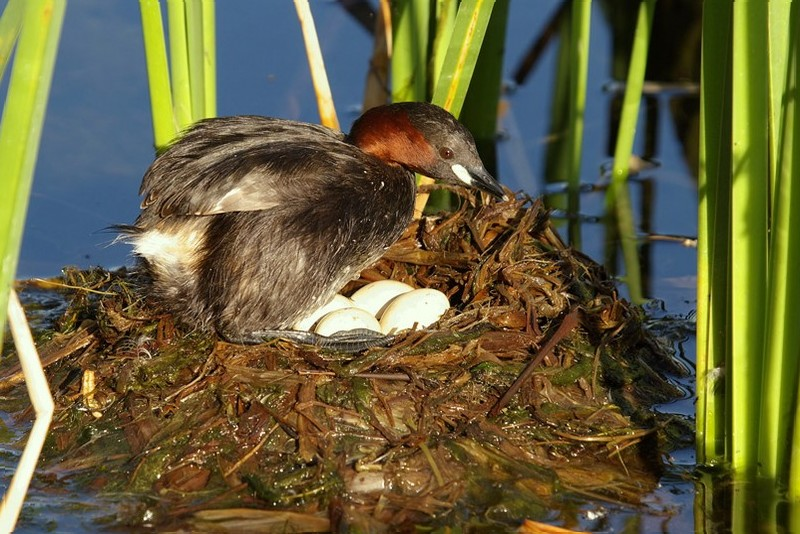
Zampullín chico en el nido.

El nido lo construyen ambos miembros de la pareja con plantas acuáticas, ramitas y hojas. Se trata de un nido flotante en el agua, anclado a la vegetación adyacente, por ejemplo en el cañaveral. El diámetro del nido oscila entre los 30 y los 50 centímetros, y en raras ocasiones hasta un metro. Las especies más pequeñas también suelen construir nidos más pequeños, pero el tamaño del nido también depende de factores como el oleaje o el material vegetal utilizado.
La hembra pone de dos a siete huevos, que inicialmente son de color blanco, amarillo o azul claro, pero que en el transcurso del periodo de incubación adquieren manchas marrones debido a la putrefacción del material húmedo del nido. El huevo de un zampullín pesa entre el 3 y el 6 % del peso de un adulto, por lo que es relativamente pequeño; el tamaño absoluto varía entre 3,4×2,3 cm (zampullín cabeciblanco) y 5,8×3,9 cm (achichilique occidental). En las especies pequeñas hay hasta tres crías al año, en las grandes sólo una o dos.
El periodo de cría es de 20 a 30 días. Ambos sexos se reproducen. Para no llamar la atención sobre el nido, muchas especies se acercan a él buceando. A menudo, ambos miembros de la pareja abandonan el nido durante varias horas; los embriones son muy resistentes al enfriamiento que esto provoca. La nidada se cubre antes de salir; posiblemente el material vegetal en descomposición de los nidos flotantes contribuye un poco a calentar los huevos. Además, la cubierta es una protección contra los depredadores de huevos.

#### Después de la eclosión

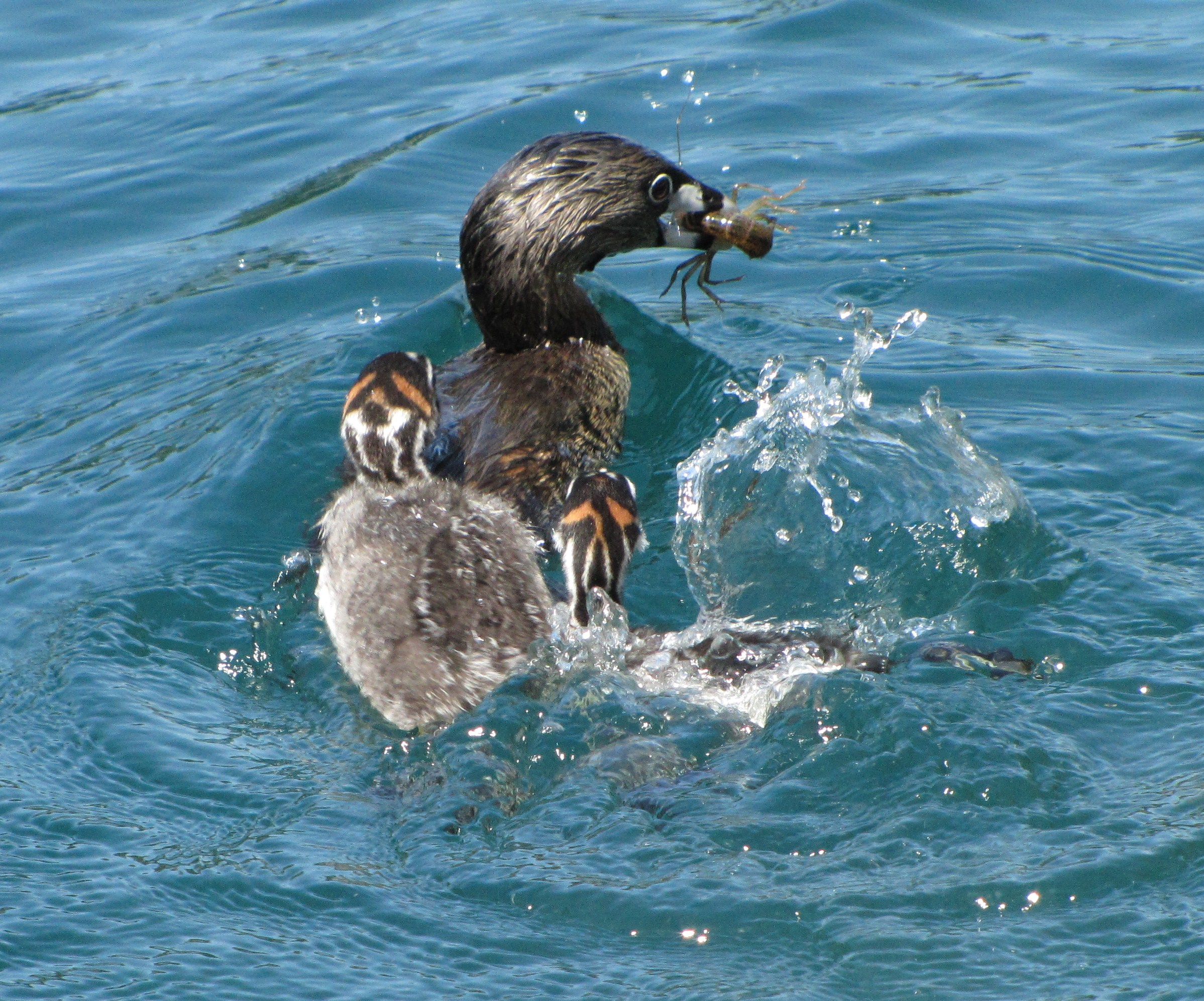
Un somormujo lavanco (Podilymbus podiceps) alimenta a sus polluelos con un cangrejo de río rojo americano (Procambarus clarkii).

Los somormujos jóvenes se caracterizan por un patrón de rayas típico (excepciones: Renntaucher y somormujo de Clark). Estas rayas longitudinales se extienden primero por todo el cuerpo y después sólo por el cuello y la cabeza. Las crías pueden nadar y bucear de forma independiente desde el principio. Sin embargo, como no pueden regular suficientemente su temperatura corporal y enfriarse rápidamente, suelen ser transportados a lomos de los adultos. Uno de los miembros de la pareja lleva a las crías mientras el otro bucea en busca de comida y las alimenta. Las crías recién salidas del cascarón tienen una mancha de piel desnuda en la parte superior de la cabeza que "brilla" de color cuando se excita, señalando a los padres el hambre o el peligro. La afirmación ocasional de que los somormujos tienen bolsas bajo las alas en las que las crías se refugian durante las inmersiones es falsa. Un pájaro padre con crías suele permanecer en la superficie del agua y no se sumerge.
Dependiendo de la especie, los somormujos jóvenes permanecen al cuidado de sus padres entre 44 y 79 días. A partir de la eclosión, hay una competencia entre los hermanos por la comida, en la que los padres no intervienen. Esto suele provocar la muerte de las crías más débiles. La probabilidad de que una cría sobreviva los primeros veinte días de vida es del 40 al 60 %.

## Especies
Existen 20 especies actuales divididas en seis géneros, pertenecientes a una sola familia (Podicipedidae):
- Género Podiceps
  - Podiceps grisegena, somormujo cuellirrojo;
  - Podiceps cristatus, somormujo lavanco;
  - Podiceps auritus, zampullín cuellirojo;
  - Podiceps nigricollis, zampullín cuellinegro
  - Podiceps andinus †, zampullín colombiano (extinto desde 1977);
  - Podiceps major, macá grande, somormujo macachón o huala;
  - Podiceps occipitalis, macá plateado, zampullín blanquillo o zambullidor plateado;
  - Podiceps taczanowskii, zampullín del Junín;
  - Podiceps gallardoi, macá o zampullín tobiano;
- Género Tachybaptus
  - Tachybaptus ruficollis, zampullín común;
  - Tachybaptus novaehollandiae, zampullín australiano;
  - Tachybaptus pelzelnii, zampullín malgache;
  - Tachybaptus rufolavatus †, zampullín del Alaotra (extinto desde 1980);
  - Tachybaptus dominicus, zampullín macacito, macá gris o zambullidor chico;
- Género Aechmophorus
  - Aechmophorus occidentalis, achichilique común o achichilique piquiamarillo;
  - Aechmophorus clarkii, achichilique de Clark o achichilique piquinaranja;
- Género Rollandia
  - Rollandia rolland, macá común o zampullín pimpollo;
  - Rollandia microptera, zampullín del Titicaca o macá del lago Titicaca;
- Género Poliocephalus
  - Poliocephalus poliocephalus, zampullín canoso;
  - Poliocephalus rufopectus, zampullín maorí;
- Género Podilymbus
  - Podilymbus podiceps, zampullín picogrueso, macá pico grueso, zampullín piquipinto, zambullidor piquigrueso
  - Podilymbus gigas †, zampullín o macá del Atitlán (extinto desde 1989).

Además, se conocen varios géneros fósiles, como Miodytes.